# Харрисон, Роберт
Роберт Хэнсон Харрисон (англ. Robert Hanson Harrison; 1745 — 2 апреля 1790) — американский судья и военный, юрист, адвокат.
Харрисон служил во время войны за независимость США в звании лейтенанта в третьем Полку Вирджинии в Континентальной армии. В 1775 году он служил адъютантом у генерала Джорджа Вашингтона в звании подполковника. В следующем году он сменил Джозефа Рида на должности военного секретаря в Вашингтоне, и прослужил на этой должности до 1781 года. До войны Харрисон был главным юристом в Вашингтоне.
Он служил судьей в Мэриленде с 1781 до 1789 года, но при этом он отказался работать в Верховном суде Соединенных Штатов. На президентских выборах 1789 года Харрисон был de facto кандидатом от Федералистской партии, и получил 6 голосов выборщиков.
Харрисон умер в округе Чарльза в штате Мэриленд. Его родителями были Ричард Харрисон — член законодательного собрания в Мэриленда, и Дороти Хэнсон. Он был дважды женат и имел двух дочерей — Сару и Дороти.